# Pegomya huanglongensis
Pegomya huanglongensis este o specie de muște din genul Pegomya, familia Anthomyiidae, descrisă de Deng și Li în anul 1993.
Este endemică în Sichuan. Conform Catalogue of Life specia Pegomya huanglongensis nu are subspecii cunoscute.